# Josef Walk
Josef Walk (* 22. Mai 1902 in München; † 18. Oktober 1978 in Linz) war ein österreichischer christlichsozialer Politiker. Von 1934 bis 1938 war er Bürgermeister von Steyr, 1955 bis 1959 Vizebürgermeister von Linz.

## Leben
Bereits im Volksschulalter kam Walk nach Linz, wo er 1921 mit Auszeichnung maturierte. 1921 bis 1925 studierte er Jus an der Universität Wien; Promotion zum Dr. iur. 1931 wurde er Beamter am Finanzamt Steyr, 1934 beim Amt der OÖ Landesregierung. 
Am 13. November 1934 wurde er vom Gemeindetag zum Bürgermeister von Steyr gewählt. Dieses Amt hatte er bis zur Absetzung durch die Nationalsozialisten am 12. März 1938 inne.
1938 bis 1945 war er als Beamter in verschiedenen Ämtern tätig, u. a. beim Reichsstatthalter für Oberdonau; ab 1946 wieder bei der OÖ Landesregierung als Abteilungsleiter. 1949 bis 1955 war er Stadtrat für Bau und Verkehr in Linz, 1955 bis 1959 Linzer Vizebürgermeister.
Walk wurde auf dem St. Barbara-Friedhof in Linz begraben.